# Estádio Municipal Tupy Cantanhede
Estádio Municipal Tupy Cantanhede – stadion piłkarski w Parintins, Amazonas, Brazylia.